# Czerwone węże
Czerwone węże – polski film obyczajowy z 1981 roku na podstawie powieści Heleny Boguszewskiej.

## Obsada aktorska
- Agnieszka Wielgus - Władka Markowska
- Magdalena Scholl - Sabina Stańczakówna
- Adam Probosz - Adam Stańczak
- Alicja Jachiewicz - Zofia Stańczakowa, matka Sabiny i Adama
- Stefan Szmidt - Józef Stańczak, ojciec Sabiny i Adama
- Zbigniew Bielski - Zygmunt Kowalczyk
- Robert Duszyński - Siwy
- Jolanta Koczwara - Trudka Markowska, siostra Władki
- Czesław Przybyła - Chruścik, organizator wyjazdu dzieci do Łodzi
- Jan Bógdoł - Markowski, ojciec Władki
- Ewa Frąckiewicz - Grzelakowa
- Stefan Paska - szpicel Bury
- Diana Stein - pani Wanda
- Remigiusz Rogacki - mężczyzna kupujący ściereczki od Stańczakowej